# Montrose (gruppo musicale)
I Montrose sono un gruppo hard & heavy californiano formato nel 1973 a San Francisco dal chitarrista Ronnie Montrose.
Tra i fondatori dell'heavy metal, nonché tra i primi gruppi hard rock statunitensi a sfidare il dominio dei gruppi britannici nei primi anni settanta, i Montrose sono ricordati come uno dei gruppi più influenti di quell'epoca. Contribuì a renderli leggenda, oltre a un buon numero di brani di successo, la partecipazione di diversi importanti personaggi sull'omonimo debutto discografico (il produttore Ted Templeman, l'ingegnere del suono Donn Landee, e soprattutto il cantante Sammy Hagar) in seguito coinvolti con i gloriosi Van Halen. Effettivamente, uno dei motivi per cui i Montrose sono spesso ricordati è il fatto che il loro primo cantante, Sammy Hagar appunto, è poi passato alla celebrità negli anni '80 come componente dei Van Halen in sostituzione di David Lee Roth, durante un buon periodo della loro carriera. Nel 1989 il giornale musicale Kerrang! inserì il debutto dei Montrose al quarto posto nella classifica dei "100 migliori album heavy metal di tutti i tempi". All'interno della formazione spicca la presenza del chitarrista Ronnie Montrose (fondatore e leader da cui la band prende il nome), eccellente strumentista con un passato nelle band di noti artisti, tra cui Van Morrison e Edgar Winter. Dopo un brillante esordio che proietterà il gruppo nell'olimpo dei maggiori gruppi heavy metal americani degli anni 70, la formazione californiana declinò gradualmente a causa di album sempre meno apprezzati fino allo scioglimento nel 1978. Nel 1987 il chitarrista riprese il titolo dei Montrose con una nuova formazione dando alla luce un nuovo album che passò inosservato. Nel 2002 Montrose riforma definitivamente la band, anche questa volta con una nuova formazione, annunciando la pubblicazione di un nuovo disco che non ha ancora visto la luce.

## Storia

### Anni 70

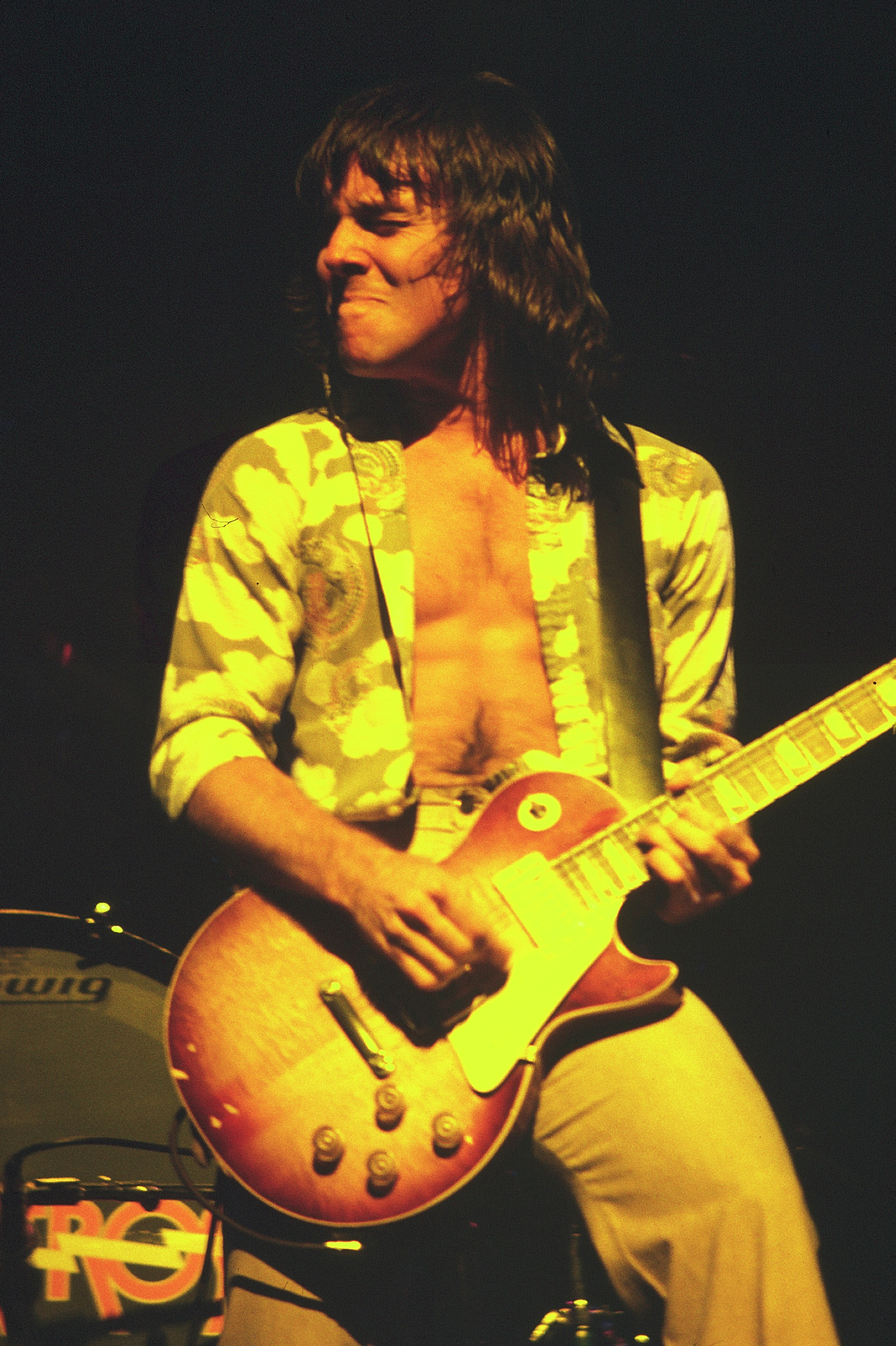
Ronnie Montrose nel 1974

Nei primi anni 70, Ronnie Montrose abbandonò il Colorado per trasferirsi in California dove esordì all'interno del panorama musicale come chitarrista turnista per diversi importanti artisti, come Boz Scaggs, Herbie Hancock per l'album Mwandishi (1970), Van Morrison per l'album Tupelo Honey (1971) e con Edgar Winter, con cui incise They Only Come Out at Night (1972). Dopo queste importanti esperienze, Montrose venne contattato dai britannici Mott the Hoople ma, intenzionato a fondare un suo progetto personale, declinò l'offerta. Il chitarrista passò alla creazione della sua band, a cui darà il nome di Montrose, progetto che comincerà a prendere vita nell'autunno del 1973 a San Francisco. La formazione originale era composta dai suoi colleghi session player Bill Church (basso, anch'egli ex Edgar Winter Group e Van Morrison), Denny Carmassi (batteria), e il dotato cantante californiano Sammy Hagar.
(Ronnie Montrose)
Montrose presto concluse un contratto con l'etichetta Warner Bros. e realizzò il suo debutto discografico nel novembre di quell'anno, l'omonimo Montrose, prodotto da Ted Templeman (The Doobie Brothers, Van Morrison, Captain Beefheart, Little Feat). L'album, dalle sonorità sfacciatamente ispirate ai Led Zeppelin, era messo in risalto dalle straordinarie doti del chitarrista. Nonostante questa produzione non fosse riuscita ad entrare nella classifica Billboard Top 100, infine guadagnò comunque il disco di platino e, secondo alcuni, fu il primo album heavy metal pubblicato da una band statunitense (tralasciando i gruppi proto-metal quali Blue Cheer e Steppenwolf). In realtà il genere si era già ufficialmente affermato da qualche anno anche sul versante americano, visto che già altre band statunitensi come i Mountain, Grand Funk Railroad, Alice Cooper, Blue Öyster Cult, Sir Lord Baltimore erano state già in precedenza riconosciute come heavy metal. Tuttavia i Montrose furono importanti per lo sviluppo del genere sul territorio californiano.

Contenente classici come "Space Station No. 5" e "Bad Motor Scooter" che ottennero una certa visibilità nazionale tramite le radio, il loro debutto è tutt'oggi considerato uno dei migliori, e più influenti album del decennio. Proprio in quest'ultimo brano si può notare uno dei primi casi di imitazione del rombo del motore di una motocicletta con una chitarra. Questa tecnica verrà in seguito ripresa da decine di gruppi heavy metal degli anni '80 come i Mötley Crüe o i Motörhead. Inni come "Rock the Nation" e "Good Rockin' Tonight" (cover dell'artista blues/R&B Roy Brown) avrebbero contribuito allo sviluppo dell'intera generazione di gruppi californiani dei fine anni 70, tra cui spiccano ovviamente i Van Halen, e avrebbe posto le basi per la futura proliferazione dell'heavy metal in California negli anni '80. Il lavoro coniugava i riff abrasivi classici dell'epoca ad un songwriting di spessore e la voce superba e roca di Hagar, divenendo un'ispirazione per molte band che seguirono. L'impatto di quest'album fu tale che non fu fino al debutto discografico dei Van Halen nel 1978 che una band riuscì ad ottenere un successo paragonabile. Tuttavia, nonostante il grande successo, sorsero dei conflitti interni, e Church annunciò la sua dipartita poco dopo, sostituito dal bassista/tastierista Alan Fitzgerald in vista del tour di supporto. Nel frattempo il debutto venne ripubblicato in Germania nel 1974 sotto il nome di Rock the Nation con una copertina differente. 

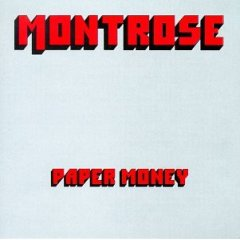
Copertina dell'album Paper Money del 1974

 Realizzato a meno di un anno di distanza dall'esordio, il seguito discografico Paper Money, prodotto sempre da Templeman, si rivelò sorprendentemente fallimentare, non riuscendo a bissare il successo del suo predecessore. Benché i personaggi coinvolti fossero gli stessi responsabili del debutto omonimo (incluso il produttore Ted Templeman e l'ingegnere del suono Donn Landee), le sessioni per Paper Money vennero in qualche modo influenzate negativamente dai rapporti in deterioramento tra il leader Ronnie Montrose e il suo dotato cantante. Questo conflitto creativo diede come risultato delle sessioni "schizofreniche" e poco ispirate, dove energiche tracce come "I Got the Fire" risaltavano rispetto al resto del fiacco materiale, la maggior parte del quale qualitativamente inferiore se paragonato all'incredibile carica e ispirazione del primo album. Le tensioni tra Ronnie Montrose e Hagar, presto portarono all'allontanamento di quest'ultimo dal gruppo a seguito del tour del disco per decisione dello stesso chitarrista. Senza la presenza del cantante dall'immagine carismatica, spavalda e chiaramente modellata attorno alla figura di Robert Plant, il gruppo fece presagire un graduale declino.
(Ronnie Montrose)
Hagar intraprenderà presto una carriera solista di successo. A sostituire il cantante accorse Bob James, assieme al nuovo tastierista Jim Alcivar ad imprimere il loro marchio sul terzo album Warner Brothers Presents... Montrose!. Realizzato alla fine del 1975 e prodotto dallo stesso Ronnie Montrose, con il suo songwriting scadente e sonorità fiacche, morbide e prevedibili, allontanò sempre più il gruppo dalle sue origini non soddisfacendo più il pubblico. Questo insuccesso provocò presto l'allontanamento di Fitzgerald. Il nuovo bassista Randy Jo Hobbs suonò per le sessioni dell'ultimo fallimentare album del gruppo, Jump on It, pubblicato nel 1976 sotto la produzione di Jack Douglas (Aerosmith, Cheap Trick, Alice Cooper). Quest'ultimo lavoro confermò il loro fallimento ottenendo scarsi riscontri. Nel frattempo Hagar, con l'ausilio degli ex membri dei Montrose Bill Church e Alan Fitzgerald, debuttò durante lo stesso anno con il disco Nine on a Ten Scale. I Montrose partirono per un tour statunitense tra il marzo e l'aprile del 1978 al fianco dei Journey e Van Halen e durante aprile e maggio con i Journey e Leblanc & Carr. Dati gli scarsi successi, i membri decisero di prendere strade separate e annunciare lo scioglimento dei Montrose nello stesso 1978.
Durante uno show al Green festival di Oakland nel luglio '78, Sammy Hagar incontrò il chitarrista Eddie Van Halen, componente del gruppo che più di tutti venne ispirato dai Montrose. Eddie gli chiese perché mai avesse abbandonato la band, e Sammy gli rispose che Ronnie non gli lasciava suonare la chitarra.
(Sammy Hagar)

### Dopo lo scioglimento
Durante lo stesso anno dello scioglimento, Ronnie Montrose pubblicò il suo debutto solista, un album strumentale dal titolo di Open Fire. L'anno successivo fondò una nuova band, i Gamma, gruppo che fondeva l'hard rock con l'elettronica, con cui incise tre dischi chiamando in causa anche gli ex membri dei Montrose Alcivar e Carmassi. Carmassi entrò anche a far parte della band solista di Hagar (del quale faceva parte anche Bill Church) e in seguito suonò con svariati gruppi tra cui i già citati Gamma e gli Heart. Fitzgerald nel 1982 divenne membro dei Night Ranger, band con cui otterrà un buon successo durante gli anni 80. Sammy Hagar raggiunse i leggendari Van Halen nel 1985 a sostituzione di David Lee Roth. Hagar permase nel gruppo più a lungo di Roth, e permise ai Van Halen di mantenere le posizioni nelle classifiche negli anni 80 e primi novanta pubblicando quattro album, iniziando da 5150 (1986). Tuttavia, le vendite del gruppo iniziarono a declinare verso la metà degli anni 90, proprio nel periodo in cui emersero degli attriti tra il cantante e Eddie Van Halen. Hagar abbandonò la formazione californiana nel 1996, sostituito in seguito dall'ex voce degli Extreme Gary Cherone. Negli anni 80 Ronnie Montrose divenne anche un produttore emergente, collaborando con diverse band tra cui Tesla, Lion, Night Ranger e Heathen.

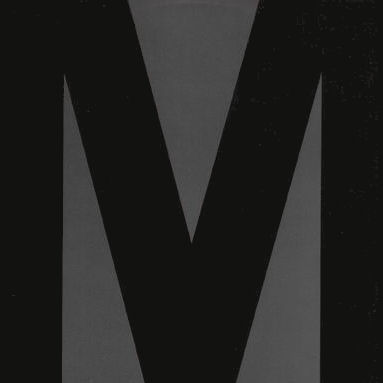
Copertina dell'album Mean del 1987

Nel 1987 il chitarrista riprese il nome dei Montrose con una formazione composta dal cantante Johnny Edwards (ex Buster Brown), il bassista Glenn Letsch (proveniente dai Gamma), e il batterista James Kottak. Curiosamente Edwards e Kottak erano già colleghi nella formazione dei Buster Brown, gruppo del Kentucky che pubblicò due dischi negli anni 80. Questa nuova incarnazione dei Montrose diede alle stampe il disco Mean per la Enigma Records, che conteneva anche il brano "M for Machine", in origine pensato per far parte della colonna sonora del film RoboCop (1987). Comunque questa incarnazione si sciolse prematuramente.
Nel 1989 il giornale musicale Kerrang! inserì il debutto dei Montrose al quarto posto nella classifica dei "100 migliori album heavy metal di tutti i tempi". Nello stesso 1987, dopo l'accantonamento del progetto, il cantante Johhny Edwards divenne voce dei King Kobra di Carmine Appice con cui incise il disco King Kobra III nel 1988.
Dopo lo scioglimento di questo gruppo durante lo stesso anno, Edwards raggiunse i Foreigner nel 1990, e con questi incise il disco Unusual Heat (1991), prima di abbandonare la formazione l'anno successivo. Nel 1987 Kottak divenne membro di una nuova band chiamata Kingdom Come, con cui pubblicò due dischi prima di annunciare l'abbandono due anni dopo. In seguito divenne membro di altre band come Wild Horses, Warrant, M.S.G.. Nel 1996 entrò a far parte dei tedeschi Scorpions in cui milita tuttora. Carmassi riemerse negli anni 90 come batterista per il superprogetto Coverdale/Page, fondato dal cantante David Coverdale (ex Deep Purple, Whitesnake), e Jimmy Page (ex Led Zeppelin) con cui pubblicò un album omonimo nel 1993. Il batterista militò anche nella formazione dei Whitesnake dal 1991 al 2003. Nel 1997 venne seppellita l'ascia di guerra quando la formazione dei Montrose, composta da Ronnie, Bill Church e Denny Carmassi, si riunì assieme a Sammy Hagar in occasione delle incisioni del brano "Leaving The Warmth Of The Womb", che verrà inserito nel disco solista di Hagar Marching to Mars.
(Ronnie Montrose)
Nel 1999 la band solista di Montrose includeva il chitarrista David Henzerling (noto sotto il nome di David Michael-Philips), ex membro dei King Kobra, il batterista John Covington (ex Greg Leon Invasion), e il bassista Bobby Gaylor. In seguito Henzerling e Covington formarono i Big Cock nel 2005. Montrose riformò i Gamma nel 2000, pubblicando quello stesso anno il quarto album del gruppo.

### Anni 2000: Nuova reunion
Nel primo 2002, Ronnie Montrose resuscitò nuovamente i Montrose con una nuova formazione composta dal bassista Chuck Wright (ex Quiet Riot, House of Lords), il batterista Pat Torpey (ex Impellitteri, Mr. Big), e il cantante Keith St. John, proveniente dai Burning Rain, gruppo capeggiato dal chitarrista dei Whitesnake Doug Aldrich (ex Lion, Hurricane, House of Lords, Bad Moon Rising e Dio). Il gruppo esordì con una memorabile performance al locale Key club di Los Angeles il 20 aprile 2002 in memoria del defunto batterista Randy Castillo, ex membro delle band di Ozzy Osbourne, Lita Ford, Stone Fury e Mötley Crüe. In seguito tornarono ad esibirsi live in settembre con il nuovo entrato Ricky Phillips (ex Bad English) al basso a sostituzione di Chuck Wright, che aveva raggiunto la formazione di Alice Cooper. Anche Pat Torpey fu costretto ad abbandonare il gruppo rimpiazzato dal batterista dei Ratt Bobby Blotzer. La band suonò diverse date nella West Coast statunitense durante l'anno in supporto della nuova raccolta del gruppo pubblicata dalla Rhino Records, The Very Best of Montrose. Alcune date, tra il 2 e il 16 novembre 2002, li vedevano coinvolti in una serie di concerti al "Bone Bash" tour in California assieme a Testament, Journey, Y&T e Joe Satriani. Piani per un nuovo album in studio emersero nel 2003 quando vennero iniziate le sessioni di registrazione. Nell'aprile 2004, in occasione di uno show al Dallas Guitar Show, la formazione era composta da Montrose, Phillips, il batterista dei Fates Warning Mark Zonder, e il cantante John Levesque, da poco reduce dallo scioglimento dei Wild Horses (gruppo fondato dall'ex membro degli stessi Montrose James Kottak) che sostituì St. John (quell'anno impegnato in un progetto chiamato The Absolutes). Nel 2005 i Montrose annunciarono l'intenzione di pubblicare un nuovo album, con una formazione composta da Ricky Philips al basso, l'ex batterista dei Kiss e Black Sabbath Eric Singer, e il ritornato Keith St. John. Lo stesso anno, l'ex cantante John Levesque raggiunse la formazione degli storici Legs Diamond. Durante queste sessioni vennero ospitati diversi noti personaggi tra cui Sammy Hagar, il frontman dei Kiss Paul Stanley, Eric Martin (Mr. Big), Tommy Shaw (Styx, Damn Yankees) e Gregg Rolie (Santana, Journey). Tuttavia del nuovo album non si ebbero più notizie. Lo show del 28 maggio al 'Rib America' festival a St. Louis vedeva ancora Eric Singer dietro i tamburi. Nel 2006 la formazione dei Montrose era formata da Keith St. John e dall'ex sezione ritmica dei Megadeth, ovvero dal bassista David Ellefson e il batterista Jimmy DeGrasso (questo ex membro anche dei Y&T, Alice Cooper e Suicidal Tendencies).
Il 3 marzo 2012 Ronnie Montrose è morto dopo una battaglia di cinque anni contro un cancro alla prostata.

## Alcune cover
Furono molti gli artisti che omaggiarono il gruppo californiano con delle reinterpretazioni:
- Iron Maiden - "I Got The Fire" (tratto da Sanctuary - 1980[41])
- Axe - "I Got the Fire" (tratto da Offering - 1981[42])
- Rest in Pieces - "I Got the Fire" (tratto da Under My Skin - 1985[43])
- Lee Aaron - "Rock Candy" (tratto da Bodyrock - 1989[44])
- Andy Taylor (Duran Duran) - "Space Station #5" (tratto da Dangerous - 1990[45])
- Tesla - "Rock the Nation" (tratto da Psychotic Supper - 1991[46]) [bonus track solo Giappone]
- Iron Maiden - "Space Station #5" (tratto da Be Quick or Be Dead - 1992)
- Diamond Head - "Good Rockin' Tonight" (tratto da Evil Live - 1994[47]) [cover di Roy Brown riadattata alla versione dei Montrose]
- Fastbacks - "Space Station #5" (tratto da New Mansions in Sound - 1996[48])
- L.A. Guns - "Rock Candy" (tratto da Hollywood Rehearsal - 1998[49])
- Lita Ford - "Rock Candy" (tratto da Greatest Hits Live - 2000[50])
- BulletBoys - "Rock Candy" (tratto da Burning Cats and Amputees - 2000[51])
- George Lynch (Dokken) - "Space Station #5" (tratto da Furious George - 2004)
- Kevin DuBrow (Quiet Riot) - "Good Rockin' Tonight" (tratto da In for the Kill - 2004[52]) [cover di Roy Brown riadattata alla versione dei Montrose]
- Michael Schenker (UFO, M.S.G.) - "I Got the Fire" (tratto da The Endless Jam - 2004[53])
- Leslie West (Mountain) - "One Thing on My Mind" (tratto da Blue Me - 2006[54])
- Dixie Witch - "Rock Candy" (tratto dalla compilation Sucking the 70's - Back in the Saddle Again - 2006)
- Axel Rudi Pell - "Rock the Nation" (tratto da Diamonds Unlocked - 2007[55])
- Tesla - "Make It Last" (tratto Real to Reel - 2007[56])
- Cripple Creek Fairies - "I've Got the Fire" (tratto da Metal Arms - 2009[57])
- Raven - "Space Station #5" (tratto da Walk Through Fire - 2009) [bonus track solo Giappone]

Anche Sammy Hagar, durante la carriera solista, ripropose spesso ai concerti e in alcuni live album delle reinterpretazioni dei Montrose che erano state interamente o parzialmente da lui scritte:
- "Space Station No. 5" (tratto da Loud & Clear - 1980[58])
- "Space Station No. 5" (tratto da Live 1980 - 1983[59])
- "Make It Last"/"Bad Motor Scooter"/"Space Station No. 5" (tratto da Red Hot - 1992[60])
- "Rock Candy" (tratto da Live: Hallelujah - 2003[61])

## Formazione

### Ultima
- Keith St. John - voce (2002-2003, 2005-2012)
- Ronnie Montrose - chitarra (1973-78, 1987, 2002-2012, morto nel 2012)
- Sean McNabb – basso (2009-2012)
- Mick Brown – batteria (2009-2012)

### Ex componenti (parziale)
- Bill Church - basso (1973)
- Sammy Hagar - voce (1973-74)
- Bob James - voce (1974-78)
- Alan Fitzgerald - basso, tastiere (1973-75)
- Jim Alcivar - tastiere (1975-78)
- Denny Carmassi - batteria (1973-78)
- Randy Jo Hobbs - basso (1975-78)
- Johnny Edwards - voce (1987)
- James Kottak - batteria (1987)
- Chuck Wright - basso (2002)
- Pat Torpey - batteria (2002)
- John Levesque - voce (2004)
- Ricky Phillips - basso (2002-05)
- David Ellefson - basso (2006-2009)
- Jimmy DeGrasso - batteria (2006-2009)

### Turnisti
- Bobby Blotzer - batteria (2002)
- Mark Zonder - batteria (2004)
- Eric Singer - batteria (2005)

## Discografia

### Album in studio
- 1973 - Montrose
- 1974 - Paper Money
- 1975 - Warner Brothers Presents... Montrose!
- 1976 - Jump on It
- 1987 - Mean

### Raccolte
- 2000 - The Very Best of Montrose

### Singoli
- 1973 - "Rock Candy"
- 1973 - "Bad Motor Scooter"
- 1973 - "Make It Last"
- 1973 - "Rock the Nation"
- 1973 - "Space Station Number 5"
- 1974 - "I Got the Fire"